# Палнатоки
Палнатоки (др.-сканд. Pálnatóki или Pálna-Tóki) — легендарный датский герой X века, хёвдинг с острова Фюн. Согласно «Саге о йомсвикингах», он убедил Свена Вилобородого выступить против своего отца, Харальда Синезубого. «Сага о йомсвикингах» и «Деяния данов» говорят также, что Палнатоки лично убил Харальда. По одной из версий, это была его месть Харальду за убийство деда Палнатоки, гётского ярла Оттара, во время вторжения Харальда на Готланд.
Значение имени Палнатоки не ясно и есть две версии, интерпретирующие его значение. Согласно первой версии это патроним, то есть Палнатоки — «Токи сын Пальни». По другой версии Палнатоки это «Токи-стрела» или по-другому «Токи Лучник».
Согласно «Саге о йомсвикингах», Палнатоки был сыном Пальнира, сына Токи, датского херсира с острова Фюн, и Ингибьерг, дочери Оттара, ярла Гаутланда. Согласно той же саге, он основал легендарное братство йомсвикингов, базировавшееся в крепости Йомсборг, располагавшейся во владениях Бурицслава (Болеслава?), конунга Виндланда (страны балтийских славян-вендов), хотя этот факт вызывает сомнения у некоторых исследователей.
Саксон Грамматик в «Деяниях данов» рассказывает о том, как Харальд, наслышавшись об искусстве Токи (Пальнатоки) в стрельбе из лука, заставил последнего стрелять в яблоко на голове собственного сына. Однако история о великом лучнике, принужденного к подобной ситуации, широко распространена и у других германских народов. Наиболее известный рассказ на эту тему — легенда о Вильгельме Телле.
В начале XIX века Палнатоки стал персонажем нескольких литературных произведений, таких как: «Палнатоки» Адама Эленшлегера и «Эпизод о тяжком разорении жизни севера» Фредерика Грундтвига.